# Namco Museum Remix
Namco Museum Remix é um jogo de video game para o Wii, disponibilizando uma variedade de jogos arcade da Namco. O jogo tem múltiplos reviews.
O jogo possui versões originais dos jogos arcades Cutie Q, Dig Dug, Galaxian, Gaplus, Mappy, Pac & Pal, Pac-Mania, Super Pac-Man e Xevious. Ainda possui versões reestilizadas de Pac 'n Roll, Galaga, Motos, Rally X e Gator Panic. 
O jogo faz a primeira aparição de Super Pac-Man e Gaplus, desde o Namco Museum Vol.2 do PlayStation, assim como a primeira aparição em um jogo americano de Cutie Q e Pac & Pal. O jogo ainda dispõe de jogos com Miis.

## Ligações Externas
- Ficha do jogo no GameStart[ligação inativa]